# Peugeot J7
Peugeot J7 — невеликий фургон французької компанії Peugeot, що виготовлявся з 1965 до 1980 року із розійшовся загальним обсягом 336 220 автомобілів. У 1981 році J7 змінив модернізований варіант під назвою J9.

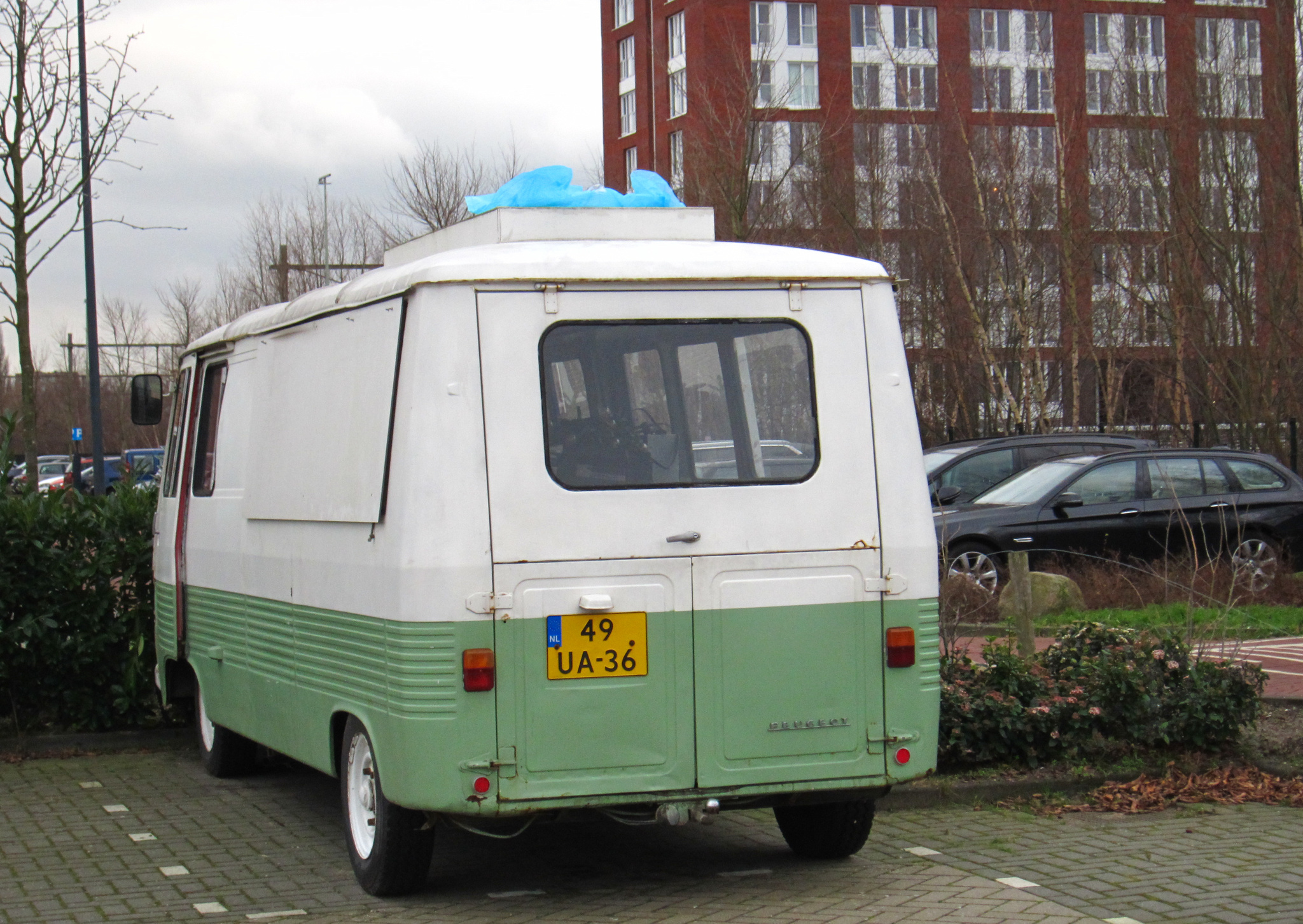

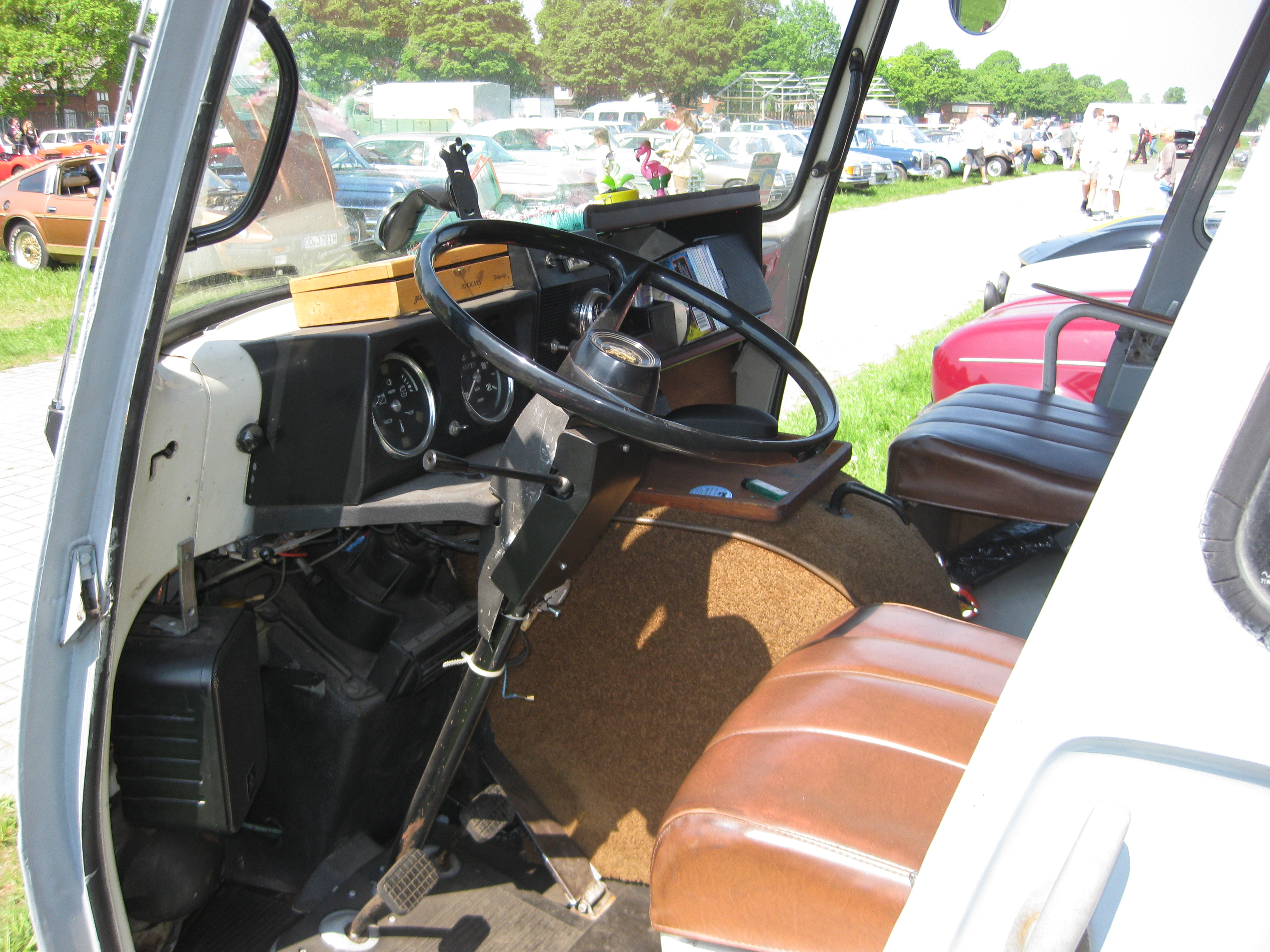

Peugeot J7 був доступний в декількох версіях, включаючи фургон, мікроавтобус та пікап.
Peugeot J7 комплектувався за вибором 4-циліндровим бензиновим (1468 куб.см) або дизельним (1816 куб.см) двигунами.

## Двигуни

### Бензинові
- 1.5 л, 1468 см3, 52 к.с., МКПП
- 1.6 л, 1618 см3, 60 к.с., МКПП
- 1.8 л, 1796 см3, 65 к.с., МКПП

### Дизельні
- 1.9 D, 1948 см3, 48 к.с., МКПП
- 2.1 D, 2112 см3, 56 к.с., МКПП
- 2.3 D, 2304 см3, 66,5 к.с., МКПП